# 이영근 (1910년)
이영근(李泳根, 1910년 ~ ?)은 일제강점기의 친일 이론가이다.

## 생애
충청남도 온양(현재 아산시) 출생으로 연희전문학교를 졸업했다. 대학 졸업 후 미국으로 유학하여 에모리 대학교에서 수학했다.
이영근은 미국에서 친일 강연으로 이름을 얻게 되었는데, 이 과정에서 재미 한국인들과 충돌을 일으켜 신변에 위협을 받은 끝에 일본으로 돌아왔다. 일본에서 우익 단체인 대일본연합청년단에서 촉탁으로 근무하였으며, 국민정신문화연구소 소속으로 내선일체와 일선동조론 등 친일 논리를 이론적으로 연구했다.
1939년 녹기연맹에 가입하여 기관지 《녹기》를 통해 사상교양 선전 활동을 시작했다. 1942년 발간한 《조선의 문제와 그 해결(일본어: 朝鮮の問題ど其の解結)》과 1943년 출간한 《황도조선(일본어: すめら朝鮮)》에서 생활의 일본화를 주창하고 있으며, 그 방법론으로 일본어의 상용과 창씨개명을 내세웠다. 대화숙, 황도학회, 조선언론보국회 등의 친일 단체에도 가담했다.
완전한 자기부정을 통한 조선의 말살과 조선인의 철저한 황국신민화, 일본 동화를 주장하고, 이를 전투적으로 뒷받침했다는 점에서 같은 녹기연맹 출신의 친일파 현영섭과 매우 유사하다. 그와 쌍벽을 이루는 현영섭은 도중에 사상적 변전(變轉)을 거쳤지만 그는 처음부터 친일노선을 견지했다.
"일본인이 되지 못하면 죽음을 달라"고 외치던 극렬 친일파 이영근은 일제강점 35년, 전 시기를 통틀어 창씨개명을 두 번 한 유일한 사람이었다. 친일단체인 '녹기연맹'의 기관지 <녹기(綠旗)>에 일본 천황제 찬양 글을 잇달아 쓰던 그는 창씨개명이 실시되자 '가와모토 다츠오(河本龍雄)'에 이어 새로 '우에다 다츠오(上田龍男)'로 다시 창씨개명을 했다. 이영근이 두 번씩이나 창씨개명을 한 이유는 자신의 친일성을 과시하려 했던 것으로 보인다.
2002년 발표된 친일파 708인 명단과 2008년 민족문제연구소에서 친일인명사전에 수록하기 위해 정리한 친일인명사전 수록예정자 명단에 모두 포함되었다.

## 참고자료
- 반민족문제연구소 (1993년 3월 1일). 〈이영근 : 황국신민화를 온몸으로 실천한 일본주의자 (김민철)〉. 《친일파 99인 2》. 서울: 돌베개. ISBN 9788971990124.
- 이명화, 일제(日帝)의 전향공작(轉向工作)과 민족주의자(民族主義者)들의 변절(變節) - 1930년대 이후를 중심으로 - 《한국독립운동사연구》 제10집 (1996년)